# Giovanni Battista Re
Giovanni Battista Re (født 30. januar 1934 i Borno, Brescia, Italien) er kardinal i den katolske kirke og præfekt for biskoppernes kongregation.

## Tidligt liv og karriere
Han voksede op under enkle kår i bjerglandsbyen Borno i Norditalien og blev uddannet på præsteseminariet i Brescia stift. Den 3. marts 1957 blev han ordineret til præst der.
Fra 1957 til 1960 studerede han ved det pavelige universitet Gregoriana i Rom, hvor han opnåede en doktorgrad i kanonisk ret. Derefter underviste han på det præsteseminarium, hvor han selv havde studeret, og fungerede som kapellan indtil 1961. Dette blev efterfulgt af studier ved Det pavelige kirkeakademi, som er Vatikanstatens diplomatiske skole, i 1962 og 1963. Den 1. juli 1963 begyndte han sin diplomatiske karriere som sekretær ved nuntiaturet i Panama, hvor han forblev indtil 1967 .
Den 7. juni 1964 blev han udnævnt til "ekstra kammerherre" for paven, camarero secreto supernumerario, som er den laveste rang af monsignor. Titlen blev ændret til pavelig kapellan ved kuriereformen i 1967.
Fra 1967 til 1971 var han sekretær ved nuntiaturet i Iran, og blev derefter kaldt tilbage til Vatikanet og fik titlen som nuntiaturauditør af 2. klasse. I 1974 blev han revisor af 1. klasse. Indtil 1977 arbejdede han i Statssekretariatets første sektion, afdelingen kendt som "generelle anliggender". Han var der sekretær for Giovanni Benelli, som i 1977 blev ærkebiskop af Firenze og kardinal. Den 1. december 1979 blev han assessor i Statssekretariatet. Re fik et ry for at være arbejdsnarkoman.